# Călacea (okręg Sălaj)
Călacea – wieś w Rumunii, w okręgu Sălaj, w gminie Gârbou. W 2011 roku liczyła 275 mieszkańców.